# Идеологическая работа в Вооружённых силах Республики Беларусь
Идеологическая работа в Вооружённых силах Республики Беларусь (бел. Ідэалагічная работа ва Узброеных сілах Рэспублікі Беларусь) — деятельность по реализации государственной политики в области идеологии в Вооружённых силах Республики Беларусь.

## Органы
Вопросами данной сферы занимается главное управление идеологической работы Министерства обороны, созданное 20 февраля 2004 года. В составе имеет управление информации и управление морально-психологического обеспечения. Органу подчиняются военное информационное агентство «Ваяр», телекомпания «ВоенТВ», а также управление по увековечению памяти защитников Отечества и жертв войн Вооружённых Сил.

## Сущность
Идеологическая работа призвана сформировать патриотические чувства, высокий моральный и нравственный дух как у военнослужащих и гражданских сотрудников белорусской армии, так и у населения. Важное место занимают социально-психологическая адаптация и поддержание дисциплины. Идеологическая работа ведётся по воспитательному, информационно-пропагандистскому, психологическому, социально-правовому и социально-культурному направлениям. В организационном виде данная деятельность осуществляется в виде идеологичекой подготовки, систем информирования, лекционной пропаганды, единых дней информирования, использования средств визуальной информации и стенной печати, работы местных радиоузлов и индивидуальной воспитательной работы.
С течением времени содержание и организационные формы политических занятий постоянно совершенствовались. В 1992—1993 годах работа проводилась в системе гуманитарной подготовки, в 1994—2004 годах – в системе государственно-правовой подготовки. В 2005 году вместо занятий по государственно-правовой подготовке введены занятия по идеологической подготовке. С 2004 года работа проводится, в том числе и с гражданским персоналом. Персональную ответственность за руководство политических занятий несут командиры (начальники), а за организацию и учебно-методическое обеспечение – их заместители по идеологической работе.

## Содержание
В начале 1990-х годов органы воспитательной работы оказались в кризисе, поскольку у вооружённых сил молодой республики не было чётко сформулированной идеологической концепции. У многих должностных лиц и вовсе отсутствовало понимание значимости этой деятельности. Идеологическая сфера испытывала организационную неразбериху. Были предложения вообще ликвидировать управление по воспитательной работе. Ситуацию спасли лишь энтузиасты из числа офицеров.
В 1995—2003 годах в направлении идеологической работы были проведены различные эксперименты и исследования, которые позднее привели к появлению эффективных и устойчивых моделей управления, укрепив порядок в армии.
В ходе реформ 2004—2005 годов и создания главного управления идеологической работы воспитательная деятельность была окончательно упорядочена.
В основу легла официальная государственная идеология, так называемая «идеология белорусского государства» — юридически оформленная система идей, идеалов и ценностей, которая отражает цели и особенностям белорусского пути общественного развития. Базовые принципы и цели развития белорусского государства закреплены в конституции. В фундаменте находятся безопасность, территориальная целостность, независимость, суверенитет и благосостояние граждан. Обеспечение этого непосредственно связано с функциями и задачами вооружённых сил.
Данная система в армии рассматривается как идеология обеспечения военной безопасности государства.
В историческом концепте для вооружённых сил Беларуси за пример и основу взяты Красная армия и события Великой Отечественной войны.